# Дикранум многоножковый
Дикранум многоножковый (лат. Dicranum polysetum) — листостебельный мох семейства Дикрановые, вид рода Дикранум.

## Синонимы
- Dicranum rugosum (Hoffm. ex Funck) Brid., 1806
- Dicranum undulatum Ehrh. ex F. Weber et D. Mohr, 1803
- Dicranum undulatum var. polysetum (Sw.) ex T. Lestib.basionym

и др.

## Описание
Растение крупных размеров, ложнооднодомное, блестящее. Дерновинки рыхлые или густые, иногда образующие обширные покровы, зелёные или желтовато-зелёные. Стебель до 15 см высоты, обычно простой, с очень обильным, густым беловатым или буроватым ризоидным войлоком. Листья широколанцетные, заострённые, сильно поперечно волнистые, остро пильчатые в верхней половине; жилка заканчивается перед верхушкой листа или в ней. Спорофиты по 1—7 из одного перихеция. Спороносит летом и осенью. Ножка 3—4 см, жёлтая или красноватая. Коробочка наклонённая до горизонтальной, 2,5—4 мм длины, цилиндрическая, сильно согнутая, сухая бороздчатая. Споры 12—24 мкм. Клетки листовой пластинки удлинённые, толстостенные, гладкие пористые; в углах основания крупные, бурые, тонкостенные.

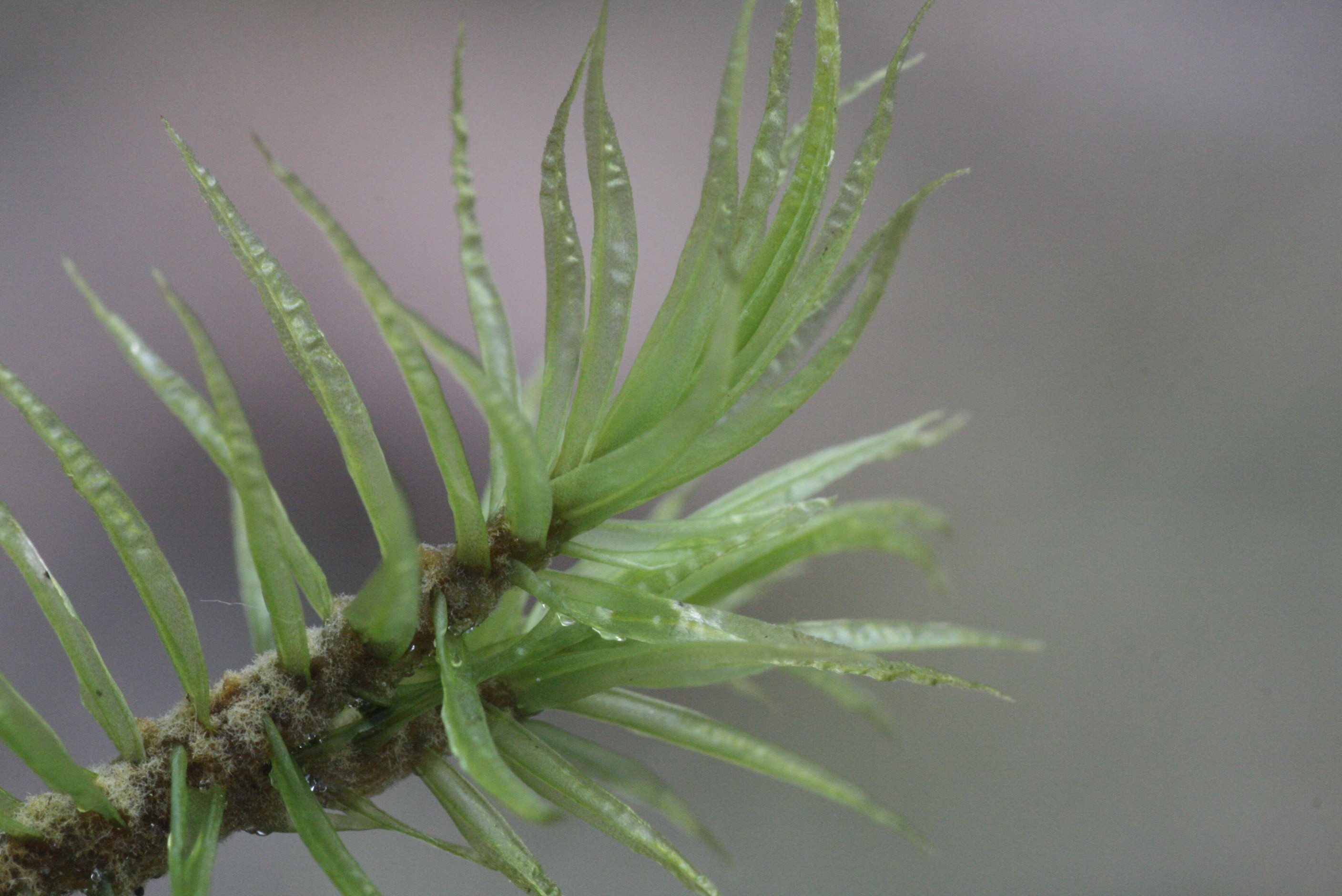
Часть стебля с ризоидным войлоком
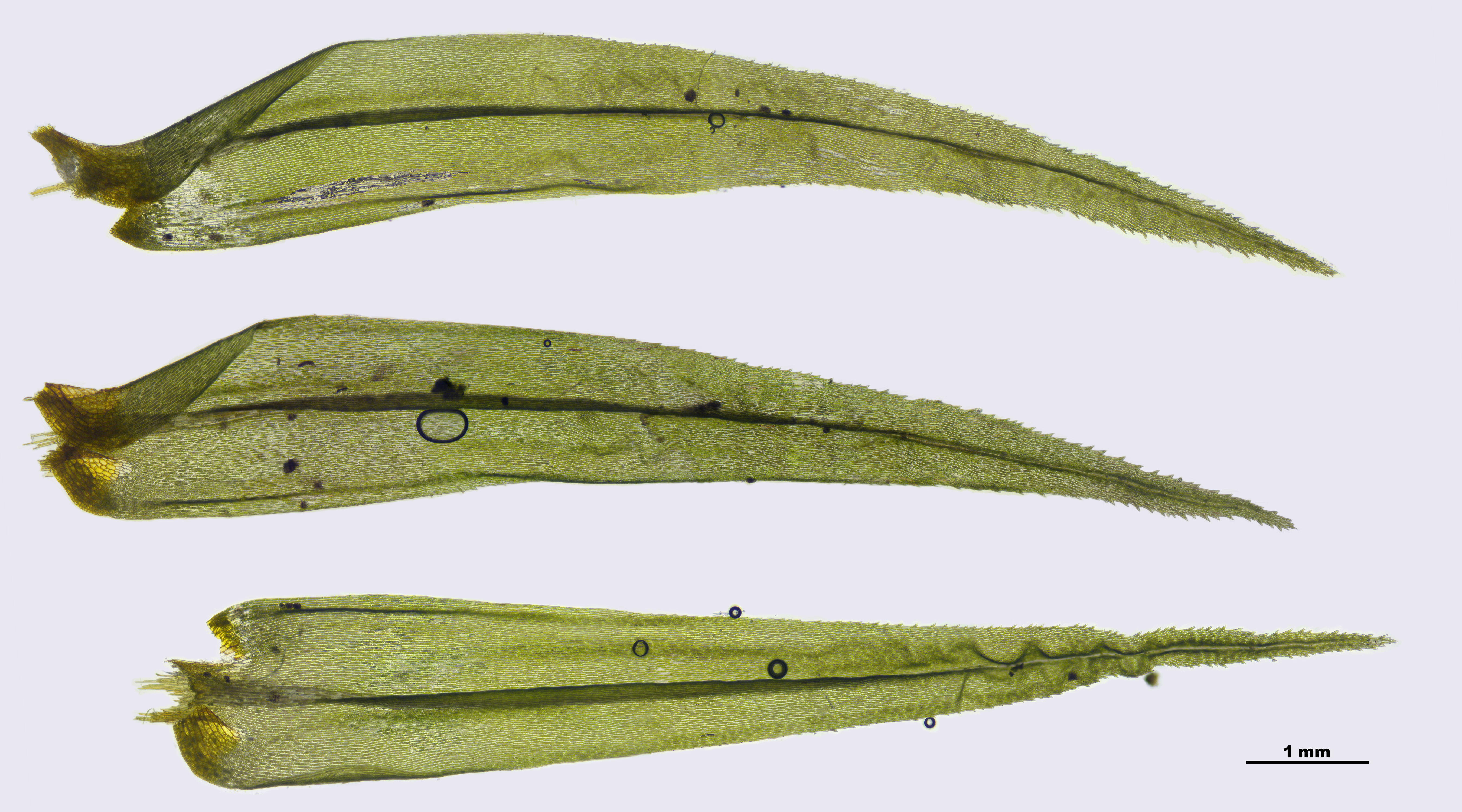
Листья
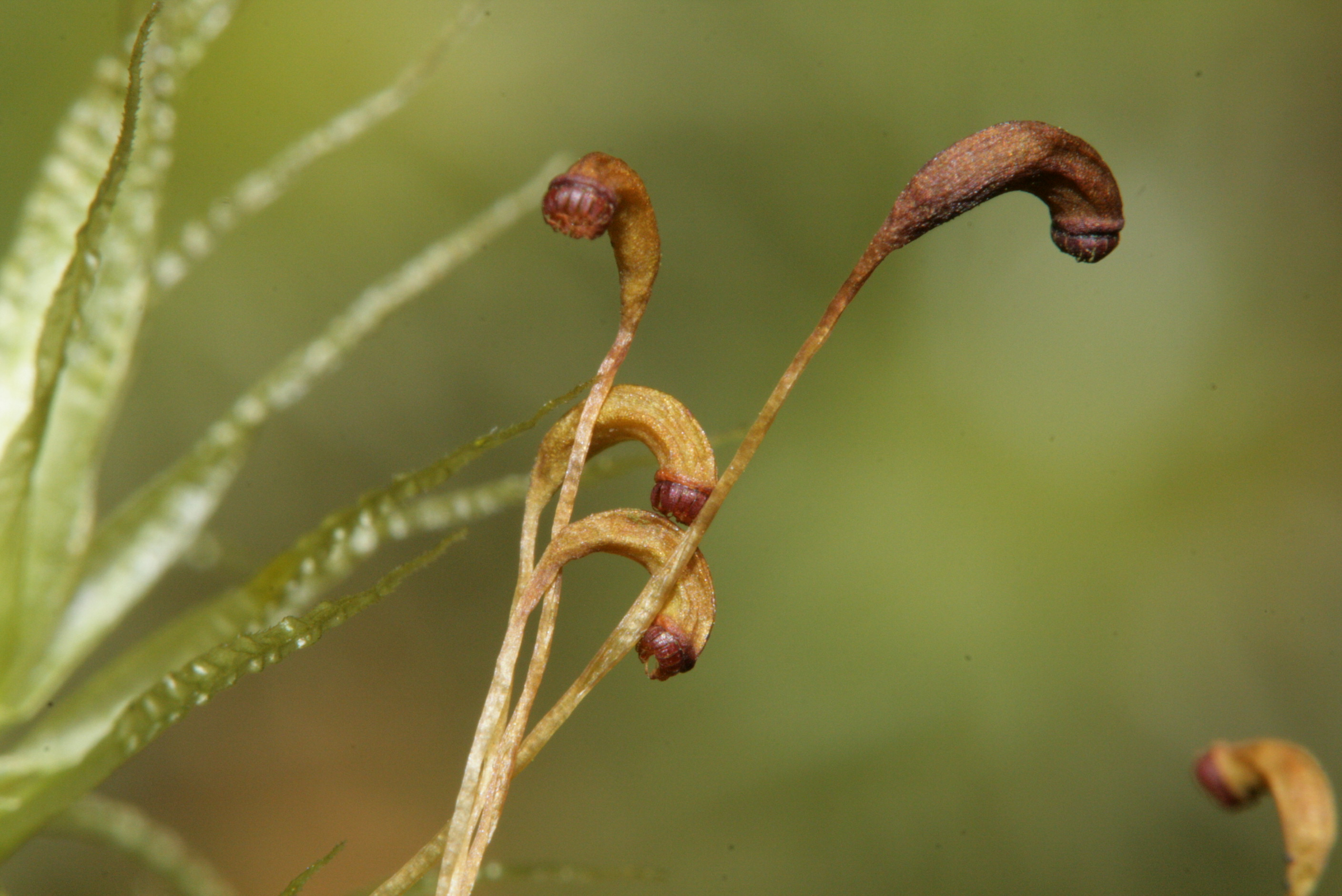
Спорофиты

## Среда обитания и распространение
Растёт на почве и гниющих стволах в лесах, реже на скалах и болотах.
Широко распространённый вид лесной полосы.

## Охранный статус
Вид занесён в Красную книгу города Москвы.